# Pirogen
Un pirogen és qualsevol agent que actuant sobre els centres termoreguladors de l'hipotàlem produeix un augment de la temperatura corporal (febre).
La interleucina-1 és el principal pirogen endogen. També és un important pirogen el liposacàrid component de la paret bacteriana dels bacteris gramnegatius.

## Exemples de pirògens

### Citocines
Les citocines formen part dels pirògens que permeten de forma natural certes reaccions immunitàries, així com la "regulació del termòstat hipotalàmic".
Per exemple, la citocina interleucina-1 (IL-1) augmenta el valor del "termòstat hipotalàmic", que és secretat per les cèl·lules fagocítiques presents en un lloc infecciós. Aquesta secreció la proporciona la prostaglandina E2 (PGE2), que es sintetitza a partir d'àcid araquidònic mitjançant la ciclooxigenasa 2 (COX2). Això explica l'efecte antipirètic de l'àcid acetilsalicílic durant un estat febril; inhibeix la COX2 i disminueix innegablement la producció de PGE2 i, per tant, d’Il-1. Això té l'efecte de reduir la calor corporal.

### Toxines
Determinats verins d'animals que poden ser injectats per un agulló, ganxos, etc. són pirogènics.Alguns components (endotoxines) alliberats a l’aigua i al medi ambient per microorganismes vius o morts (bacteris gram negatius, cianofícies, etc.) a l’aigua són pirògens; una bona aigua potable hauria d’eliminar-les. També s’han d’eliminar de l’aigua que s’utilitza per produir compostos injectables , en particular els dialitzats d’hemodialisi,. Es tracta de molècules orgàniques que poden ser destruïdes per ultrafiltració, per ozonització o per algun altre procés d’oxidació avançat.

### Malalties infeccioses
Algunes malalties infeccioses produeixen febres acompanyades de petèquies produïdes per trombocitopènia.
La febre sol ser una resposta a un microorganisme o paràsit i, de vegades, a una substància pirogènica produïda per aquest microorganisme i que roman present després de la seva mort (substància resistent a la cocció)Aquest és, per exemple, el cas d'una febre recurrent (borreliosi endèmica de l'Àfrica Oriental, a causa del bacteri espiroquet Borrelia recurrentis, transmès per polls o paparres durant les seves picades). Butler et al. (1979), van confirmar que aquestes espiroquetes concentrades a partir de la sang de tres pacients produeixen febre en conills. Tot i això, aquest material es manté pirogènic (producte de la febre) després d’escalfar-se fins a 100 ° C durant 15 minuts, cosa que suggereix que hi poden intervenir endotoxines resistents a la calor produïdes pels bacteris, sobretot perquè s'ha detectat endotoxèmia en alguns pacients (7 de cada 28 pacients en aquest cas), però "associada a altres infeccions bacteriana i a una marcada disfunció hepàtica".
Es van observar petèquies en 37 casos (41 %) de 90 pacients. Les biòpsies de petèquies revelen glòbuls vermells i, de fet, la presència d’espiroquetes a la dermis, sense vasculitis ni trombosi. El recompte de plaquetes de 37 pacients amb petèquies (mitjana: 34x10⁹ / L) va ser significativament inferior al dels altres 53 pacients (48x10⁹ / L) sense petèquies (P <0,05). Altres estudis suggereixen que les toxines alliberades a la sang per aquest bacteri contribueixen a altres símptomes, inclosa la "reacció de Jarisch-Herxheimer".